# Junta de Normas Internacionales de Contabilidad
La Junta de Normas Internacionales de Contabilidad (International Accounting Standards Board o IASB por sus siglas en inglés) es un organismo independiente de la Fundación IFRS que se dedica al establecimiento de normas contables de carácter internacional.
La Junta de Normas Internacionales de Contabilidad fue fundada el 1 de abril de 2001, como sucesora del Comité de Normas Internacionales de Contabilidad (International Accounting Standards Committee o IASC por sus siglas en inglés). Es responsable del desarrollo de Normas Internacionales de Información Financiera, y de fomentar el uso y la aplicación de estas.

## Fundación
El 31 de diciembre de 2001, la Fundación de Normas Internacionales de Contabilidad (IASF) se incorporó al  Estado de los Estados Unidos de Delaware. como una organización exenta de impuestos.  La IFRS es un organismo independiente no lucrativo. Su misión es la de desarrollar, en el interés público, un conjunto de Normas Internacionales de Información Financiera, las cuales deben de ser de alta calidad, de fácil entendimiento, aplicables y globalmente aceptadas. Las Normas Internacionales de Información Financiera están basadas en principios contables articulados.
Las Normas Internacionales de Información Financiera son desarrolladas por la Junta de Normas Internacionales de Contabilidad, organismo que forma parte de la Fundación IFRS. La Junta de Normas Internacionales de Contabilidad asumió la responsabilidad sobre las Normas Internacionales de Información Financiera, luego de volverse sucesor del Comité de Normas Internacionales de Contabilidad el 1 de marzo de 2001.
La Junta de Normas Internacionales de Contabilidad es supervisada por el Consejo de Fiduciarios de la Fundación IFRS, responsables de esta, y del nombramiento de los miembros pertenecientes a la Junta de Normas Internacionales de Contabilidad. La Fundación IFRS rinde cuentas públicamente a la Junta de Vigilancia de las Autoridades del Mercado de Capitales.

## Miembros
La Junta de Normas Internacionales de Contabilidad estaba conformada originalmente por 14 miembros de tiempo completo, cada uno con un voto. Todos ellos expertos, con una mezcla de conocimientos que incluían experiencia en el establecimiento de normas, la preparación de estados financieros, el uso de cuentas y trabajos académicos. En la junta de enero de 2009, los Administradores de la Fundación concluyeron la primera parte de la segunda Revisión de la Constitución, anunciado así la creación de una Junta de Vigilancia y la expansión de la Junta de Normas Internacionales de Contabilidad a 16 miembros.
El Comité encargado de la interpretación de Normas Internacionales de Información Financiera está formada por 14 miembros, quienes proporcionan apoyo y orientación oportuna cuando surgen problemas en la interpretación y práctica de Normas Internacionales de Información Financiera.
Un voto unánime no es necesario para la publicación de una norma, así como sus borradores o su traducción. El Manual de Proceso Debido de 2008 declará que la aprobación de estos, requiere el voto de nueve de los miembros.
De acuerdo a julio de 2014, los miembros incluían a:
- Hans Hoogervorst (Presidente) (Países Bajos), exministro de Salud, Bienestar, y Deporte y exministro de Finanzas de Países Bajos.
- Ian Mackintosh (Vicepresidente) (Nueva Zelanda), exdirector de Fianzas de la Comisión Australiana de Valores e Inversiones.
- Stephen Cooper (Reino Unido), Investigador de Inversiones de UBS AG
- Phillipe Danjou, (Francia), sucesor de  Arthur Andersen, Autoridad de Mercados Financieros de Francia (Francia)
- Martin Edelmann, (Alemania) originalmente Reportero Grupal del Banco Alemán.
- Patrick Finnegan (Estados Unidos), exmiembro del CFA Institute
- Gary Kabureck (Estados Unidos)
- Sue Lloyd (Contador) Sue Lloyd (Nueva Zelanda)
- Amaro Luiz de Oliveira Gomes (Brasil)
- Takatsugu Ochi (Japón)
- Darrel Scott (Sudáfrica)
- Mary Tokar (Estados Unidos)
- Chungwoo Suh (Corea)
- Zhang Wei-Guo, China, exprofesor de Shanghái, y exmiembro del Comité de Normas Contables en China.

Otros miembros originales incluyen a James J. Leisenring, Robert P. Garnett, Mary Barth, David Tweedie, Gilbert Gélard, Warren McGregor, y Tatsumi Yamada.

### Presidencia
El 1 de julio de 2011, Hans Hoogervorst remplazó a Sir David Tweedie como Presidente. David Tweedie fungió desde 2001 como presidente de la Junta desde su fundación en 2001.

## Proceso
El Manual IASB describe los acuerdos de consulta del IASB.  La Junta también publica una breve guía sobre cómo se elaboran las normas.

## Financiamiento
La Fundación IFRS recauda fondos para la operación de la Junta de Normas Internacionales de Contabilidad. La mayoría de los contribuyentes son bancos y otras empresas que utilizan o tienen un interés en la promoción de las normas internacionales. En 2008, compañías norteamericanas dieron 2.4 millones de Euros a la fundación, más que cualquier otro país. Sin embargo, dicha contribución se redujo a raíz de la Crisis financiera de 2008, y un déficit fue reportado en 2010.